# Benzvaleen
Benzvaleen is een organische verbinding en een van de valentie-isomeren van benzeen. De verbinding werd in 1971 door Katz en Wang voor het eerst gesynthetiseerd door cyclopentadieen bij −45 °C in dimethylether met methyllithium te laten reageren. Vervolgens wordt dichloormethaan toegevoegd.
De verbinding wordt als zeer stinkend beschreven. Ten gevolge van de hoge ringspanning in benzvaleen explodeert de zuivere verbinding heel gemakkelijk. Het krassen van de rondbodemkolf met een glazen staaf is al voldoende om de explosie in gang te zetten.
Benzvaleen isomeriseert tot benzeen met een halveringstijd van ongeveer 10 dagen. De symmetrie-verboden omlegging verloopt vermoedelijk via een diradicalair mechanisme.

## Polybenzvaleen
Benzvaleen kan polymeriseren via een ROMP-proces tot polybenzvaleen. In het polymeer is een groot aantal bicyclobutaan-ringen aanwezig, waardoor het polymeer makkelijk reageert. De ringen kunnen isomeriseren tot 1,3-diënen. Om deze reden is benzvaleen onderzocht als uitgangsstof voor polyacetyleen.